# Martin Schrettinger
Martin Wilibald Schrettinger (Neumarkt, 17 giugno 1772 – Monaco di Baviera, 12 aprile 1851) è stato un bibliotecario tedesco.
Nel 1793 entrò nel monastero benedettino di Weißenohe, dove ricevette l'ordinazione nel 1795. Nel 1800 divenne bibliotecario del monastero; successivamente, nel 1802, iniziò a lavorare presso la Biblioteca Reale di Monaco di Baviera (l'attuale Bayerische Staatsbibliothek). Lì assunse il titolo di custode (Kustos) e di bibliotecario. Schrettinger negli anni venti del secolo XIX occupò anche la carica di canonico presso la chiesa di S. Gaetano a Monaco.
Schrettinger è conosciuto, in particolare nel mondo anglosassone, come il fondatore delle moderne scienze librarie: de facto egli fu il primo studioso ad aver utilizzato tale termine. Nella sua professione si impegnò nel creare un catalogo di tutte le unità librarie diviso in soggetti, sotto-soggetti e per autori. Infine, nel 1819 inventò un metodo di catalogazione classificata (Realkatalog) che venne utilizzato in altre biblioteche tedesche e europee.
Nel mondo anglosassone, Schrettinger è conosciuto per aver redatto uno dei primi manuali di biblioteconomia.

## Opere
- Versuch eines vollständigen Lehrbuches der Bibliothek-Wissenschaft oder Anleitung zur vollkommenen Geschäftsführung eines Bibliothekärs, Volume 1 (Sections 1-3): 1808-1810; Volume 2 (Section 4): 1829.
- Handbuch der Bibliothek-Wissenschaft, Vienna 1834. Riprodotto da Weidmann, Hildesheim 2003. ISBN 3-615-00277-6